# 云安镇
云安镇，是中华人民共和国重庆市云阳县下辖的一个乡镇级行政单位。

## 行政区划
云安镇下辖以下地区：
杉树林社区、大院坝社区、箭楼社区、演易台社区、白水社区、毛坝村、铜鼓村、三塆村、大华村、新建村和翠田村。